# Pseudosempervivum sempervivum
Pseudosempervivum sempervivum là một loài thực vật có hoa trong họ Cải. Loài này được (Boiss. & Balansa) Pobed. miêu tả khoa học đầu tiên năm 1971.